# The Devil-in-Chief
The Devil-in-Chief è un cortometraggio muto del 1916 diretto da Colin Campbell. Prodotto dalla Selig Polyscope Company e sceneggiato da Lanier Bartlett, il film aveva come interpreti Tyrone Power Sr., Eugenie Besserer, Wheeler Oakman, Edith Johnson.

## Trama
L'anarchico Johann Szeckler vive insieme alla sua amante che, però, per denaro, lo consegna alla polizia. Riuscito a fuggire causa un incendio, Szeckler torna a casa dove uccide la donna che lo ha tradito e lascia, nel sangue, un messaggio dove annuncia i suoi propositi di vendetta verso il sesso femminile.

Passa del tempo. Szeckler, vittima di un naufragio durante la sua fuga, vive solo in un'isola. Un giorno, scopre una ragazza che è arrivata lì nel suo stesso modo, gettatavi dalle acque. La sua ossessione contro le donne si risveglia e vorrebbe ucciderla, ma poi decide che la vendetta sarà più dolce se la ragazza diventerà una donna. Così aspetta qualche anno. La giovane, ormai una bellissima donna, è pronta per il sacrificio. Szeckler prepara il coltello con il quale la colpirà ma lei riesce a fuggire. Incontra così un ufficiale di marina in avanscoperta sull'isola. L'uomo la difende ma durante la lotta, spara un colpo che, apparentemente, colpisce la ragazza che cade come morta. Szeckler, colpito adesso dal rimorso, corre sulla scogliera e si getta in mare. Ma la giovane non è morta e viene portata sulla nave. Quella notte, l'anima di Szeckler torna alla capanna vuota in un appello doloroso in memoria dell'amore che avrebbe potuto addolcire la vita.

## Produzione
Il film fu prodotto dalla Selig Polyscope Company.

## Distribuzione
Distribuito dalla General Film Company, il film - un cortometraggio in una bobina - uscì nelle sale cinematografiche statunitensi il 10 gennaio 1916.